# Jungermanniineae
Jungermanniineae, podred jetrenjarki, dio reda Jungermanniales.

## Porodice
- Acrobolbaceae E.A. Hodgs.
- Antheliaceae R.M. Schust.
- Arnelliaceae Nakai
- Balantiopsidaceae Nakai
- Blepharidophyllaceae R.M. Schust.
- Calypogeiaceae Arnell
- Endogemmataceae Konstant., Vilnet & A.V. Troitsky
- Geocalycaceae H. Klinggr.
- Gymnomitriaceae H. Klinggr.
- Gyrothyraceae R.M. Schust.
- Harpanthaceae Arnell
- Hygrobiellaceae Konstant. & Vilnet
- Jackiellaceae R.M. Schust.
- Jungermanniaceae Rchb.
- Notoscyphaceae Crand.-Stotl., Váňa & Stotler
- Saccogynaceae Heeg
- Solenostomataceae Stotler & Crand.-Stotl.
- Southbyaceae Váňa, Crand.-Stotl., Stotler & D.G. Long
- Stephaniellaceae R.M. Schust.
- Trichotemnomataceae R.M. Schust.